# Hypolimnas proserpina
Hypolimnas proserpina är en fjärilsart som beskrevs av Pieter Cramer 1782. Hypolimnas proserpina ingår i släktet Hypolimnas och familjen praktfjärilar. Inga underarter finns listade i Catalogue of Life.